# Troy (Illinois)
Troy és una població dels Estats Units a l'estat d'Illinois. Segons el cens del 2000 tenia 8.524 habitants.

## Demografia
Segons el cens del 2000, Troy tenia 8.524 habitants, 3.100 habitatges, i 2.356 famílies. La densitat de població era de 787,4 habitants/km².
Dels 3.100 habitatges en un 45,2% hi vivien nens de menys de 18 anys, en un 60,1% hi vivien parelles casades, en un 12,5% dones solteres, i en un 24% no eren unitats familiars. En el 19,5% dels habitatges hi vivien persones soles el 6,8% de les quals corresponia a persones de 65 anys o més que vivien soles. El nombre mitjà de persones vivint en cada habitatge era de 2,75 i el nombre mitjà de persones que vivien en cada família era de 3,16.
Per edats la població es repartia de la següent manera: un 30,2% tenia menys de 18 anys, un 8,6% entre 18 i 24, un 34,3% entre 25 i 44, un 19,2% de 45 a 60 i un 7,7% 65 anys o més.
L'edat mediana era de 33 anys. Per cada 100 dones de 18 o més anys hi havia 91,5 homes.
La renda mediana per habitatge era de 53.720 $ i la renda mediana per família de 59.643 $. Els homes tenien una renda mediana de 41.705 $ mentre que les dones 27.542 $. La renda per capita de la població era de 21.174 $. Aproximadament el 2,1% de les famílies i el 3,4% de la població estaven per davall del llindar de pobresa.

## Poblacions properes
El següent diagrama mostra les poblacions més properes.